# Douglas Luiz
Douglas Luiz Soares de Paulo (ur. 9 maja 1998 w Rio de Janeiro) – brazylijski piłkarz, występujący na pozycji środkowego lub defensywnego pomocnika we włoskim klubie Juventus oraz w reprezentacji Brazylii. Srebrny medalista Copa América 2021.
Wychowanek CR Vasco da Gama, w swojej karierze grał także w Manchesterze City, Aston Villi oraz Gironie.